# Dicliptera insularis
Dicliptera insularis är en akantusväxtart som beskrevs av Raymond Benoist. Dicliptera insularis ingår i släktet Dicliptera och familjen akantusväxter. Inga underarter finns listade i Catalogue of Life.